# Associazione Calcio Padova 1926-1927
Questa voce raccoglie le informazioni riguardanti la Associazione Calcio Padova nelle competizioni ufficiali della stagione 1926-1927.

## Stagione
Nella stagione 1926-1927 la squadra veneta, guidata dal nuovo allenatore in campo Aldo Fagiuoli, partecipa alla Divisione Nazionale, piazzandosi al 7º posto nel girone B. Leader dei marcatori stagionali è stato Vecchina con 10 reti, seguito da Feliciano Monti con 6, Giovanni Monti e Busini con 4, Veronese con 3  e Mion, Fagiuoli e Girani con una rete.

## Rosa
| N. |                     | Ruolo | Calciatore         |
| -- | ------------------- | ----- | ------------------ |
|    | Italia (bandiera)   | P     | Alcide Bezzati     |
|    | Ungheria (bandiera) | P     | János Biri         |
|    | Italia (bandiera)   | D     | Primo Danieli      |
|    | Italia (bandiera)   | D     | Aldo Fagiuoli      |
|    | Italia (bandiera)   | D     | Giuseppe Girani    |
|    | Italia (bandiera)   | D     | Giovanni Mion      |
|    | Italia (bandiera)   | D     | Giuseppe Piasentin |
|    | Italia (bandiera)   | D     | Giulio Zanninovich |
|    | Italia (bandiera)   | C     | Antonio Busini     |
|    | Italia (bandiera)   | C     | Antonio Fayenz     |

| N. |                   | Ruolo | Calciatore        |
| -- | ----------------- | ----- | ----------------- |
|    | Italia (bandiera) | C     | Ippolito Favaron  |
|    | Italia (bandiera) | A     | Giovanni Zambotto |
|    | Italia (bandiera) | A     | Federico Busini   |
|    | Italia (bandiera) | A     | Luigi Geremia     |
|    | Italia (bandiera) | A     | Andrea Kregar     |
|    | Italia (bandiera) | A     | Feliciano Monti   |
|    | Italia (bandiera) | A     | Giovanni Monti    |
|    | Italia (bandiera) | A     | Giovanni Vecchina |
|    | Italia (bandiera) | A     | Pio Veronese      |

## Risultati

### Divisione Nazionale

#### Girone di andata
| Arbitro: | Montessoro (Torino) |

|                                                                    |           |               |
| Martelli II 29’ (rig.) Schiavio 39’, 40’ Mion 66’ (aut.) Maini 82’ | Marcatori | 47’ Monti III |

| Arbitro: | A.Gama (Milano) |

|                                         |           |             |
| Veronese 7’ Busini III 42’ Vecchina 72’ | Marcatori | 35’ Moretti |

| Arbitro: | Bistoletti (Milano) |

|              |           |            |
| Vecchina 55’ | Marcatori | 46’ Rivolo |

| Arbitro: | Osti (Ferrara) |

|                                          |           |                           |
| Veronese 7’ Vecchina 53’ (rig.) Mion 86’ | Marcatori | 25’ Cattaneo 44’ Chierico |

| Arbitro: | Turbiani (Ferrara) |

|  |           |                            |
|  | Marcatori | 3’ Monti II 40’ Busini III |

| Arbitro: | Sguerso (Savona) |

|                                            |           |              |
| Rossetti II 50’ Baloncieri 68’ Carrera 75’ | Marcatori | 28’ Monti II |

| Arbitro: | A.Gama (Milano) |

|           |           |                           |
| Rossi 89’ | Marcatori | 40’ Vecchina 41’ Fagiuoli |

| Arbitro: | Dani (Genova) |

|              |           |                                     |
| Monti III 1’ | Marcatori | 55’ Pasqualetto 69’, 89’ Cevenini V |

| Arbitro: | Garbieri (Genova) |

|                                                                |           |  |
| Magnozzi 9’, 25’, 34’ Monti III 49’ (aut.) Magnozzi 82’ (rig.) | Marcatori |  |

#### Girone di ritorno
| Arbitro: | U.Gama Jr. (Milano) |

|  |           |                           |
|  | Marcatori | 28’ Giordani 34’ Schiavio |

| Arbitro: | Caironi (Milano) |

|                             |           |  |
| Derchi 54’ Carzino 83’, 89’ | Marcatori |  |

| Arbitro: | Mattea (Casale Monferrato) |

|              |           |  |
| Mandosso 15’ | Marcatori |  |

| Arbitro: | A.Gama Sr. (Milano) |

|                                                                        |           |            |
| Banchero I 7’, 9’ Cattaneo 38’ Banchero I 49’ Ferrari 60’ Chierico 65’ | Marcatori | 20’ Girani |

| Arbitro: | U.Gama Jr. (Milano) |

|                                                |           |             |
| Monti III 33’, 65’ Veronese 80’ Busini III 87’ | Marcatori | 29’ Cabrini |

| Arbitro: | Caironi (Milano) |

|  |           |           |
|  | Marcatori | 3’ Pretti |

| Arbitro: | Enrietti (Torino) |

|                                                                 |           |                                                 |
| Veronese 2’ Vecchina 15’, 18’ Monti III 66’ Corbjons 82’ (aut.) | Marcatori | 20’ Stoppoloni 78’ (aut.) Monti II 80’ Bramante |

| Arbitro: | Mattea (Casale Monferrato) |

|                                                               |           |                           |
| Cevenini V 28’, 47’ Savelli 34’ Ostromann 64’ Pasqualetto 85’ | Marcatori | 18’ Geremia 25’ Monti III |

| Arbitro: | Casetta (Milano) |

|                                  |           |                  |
| Vecchina 16’, 17’ Busini III 64’ | Marcatori | 28’ (rig.) Pitto |